# پل آژ
پل آژ یک روستا در ایران است که در دهستان حسینیه واقع شده‌است. پل آژ ۴۱ نفر جمعیت دارد.